# Ptinus goyasensis
Ptinus goyasensis là một loài bọ cánh cứng trong họ Ptinidae. Loài này được Pic mô tả khoa học năm 1898.